# NGC 2600
NGC 2600 è una vasta e lontana galassia a spirale situata nella costellazione dell'Orsa Maggiore, a una distanza di circa 654 milioni di anni luce dalla nostra Via Lattea.

## Scoperta
La galassia è stata scoperta il 7 marzo 1886 dall'astronomo francese Guillaume Bigourdan.

## Descrizione
NGC 2600 ha una classe di luminosità II.
Il database SIMBAD la classifica come galassia LINER, cioè una galassia il cui nucleo presenta uno spettro di emissione caratterizzato da larghe righe di atomi debolmente ionizzati.